# Dolma (plat)
Pour les articles homonymes, voir Dolma.
Le dolma est une recette préparée dans de nombreuses régions, où il est connu sous différents noms. 
C'est un plat très répandu dans les cuisines des pays de Méditerranée orientale, du Caucase, des Balkans, du Moyen-Orient, du Maghreb (notamment en Algérie et dans les régions marocaines de Tétouan et de Ksar El Kébir), et de Méditerranée occidentale (Golfe du Lion, Ligurie, Adriatique, Sicile). Ce plat est également préparé en Asie centrale et en Inde.
Le plat peut être à base de feuilles de vigne farcies dans certaines régions ou de légumes farcis (courgettes, des aubergines, des tomates, des poivrons ou du chou…) dans d'autres régions. La farce contient du riz, parfois de la viande hachée, des oignons et des épices.

## Étymologie

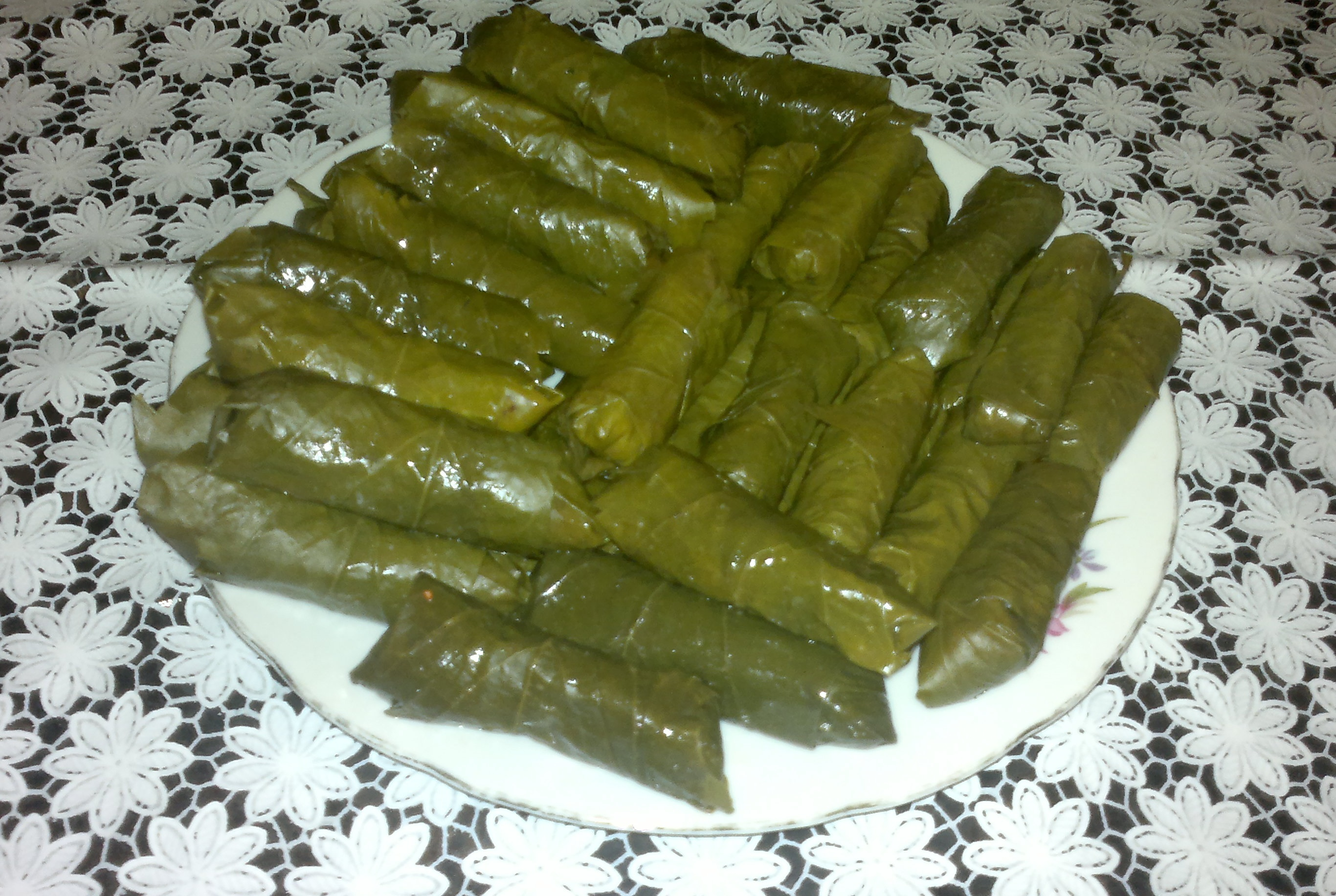
Tolmas arméniens.

L'origine du nom « dolma » est disputée. Le mot, dont l'usage daterait de la fin du XIXe siècle, est souvent associé au verbe turc doldurmak (« remplir ») ou dolmak (« être rempli ») et au mot turc ottoman, طولمه (tolma) qui désigne littéralement « quelque chose qui est farci ». Les linguistes arméniens affirment que le mot dérive du mot urartéen toli, qui signifie « feuille de vigne », faisant ainsi remonter le terme au royaume d'Urartu datant du IXe et VIe siècles av. J.-C. : les Arméniens auraient emprunté ce terme, tolimis, pour désigner ce plat constitué de « viande dans une feuille de vigne ». Avec le temps, tolimis s'est transformé en tolim , puis en tolima , et enfin en tolma. Les sources iraniennes affirment que le plat était déjà connu dès le XVIIe siècle.
On obtient ainsi les noms : տոլմա (tolma) ou դոլմա (dolma) en arménien, dolma en azéri et en turc, dolâma en turkmène, tulma en tatare, ტოლმა (tolma) en géorgien, ντολμάς (ndolmás) ou ντολμαδάκι (ndolmadáki) en grec, دوُلما (dolma) en arabe, دۆلمە (dolme) en  kurde, دلمه (dolmeh) en persan. Pour éviter le terme « dolma », les Arméniens utilisent parfois des périphrases telles que tzitayoughov derevi patoog (littéralement « huile d'olive-feuille-emballé »). Lorsqu'ils ne contiennent pas de viande, ils sont appelés yalancı dolma (« faux dolma ») en turc.
D'autres termes existent pour désigner ce plat. Il est appelé « feuille » lorsque ce sont elles qui sont farcies : yaprak en turc, japrak en albanais, yaprekh en araméen, یاپراخ (yaprakh) en kurde, يبرق (yabraq) à Alep, برگ (barg) en persan, terepavat (« emballé dans une feuille ») en arménien.
Parfois, c'est le mode de préparation, « farcir », qui a inspiré le nom : محشي (maḥshi) ou محشي ورق عنب (maḥshī waraq 'inab, « feuille de vigne farcie ») en arabe, γεμιστά (yemista) en grec, ממולא (memulah) en hébreu, rellenada en ladino, sarma (« enveloppé ») en turc, litsk (« farci »), patoog (« emballé ») en arménien.

## Préparation

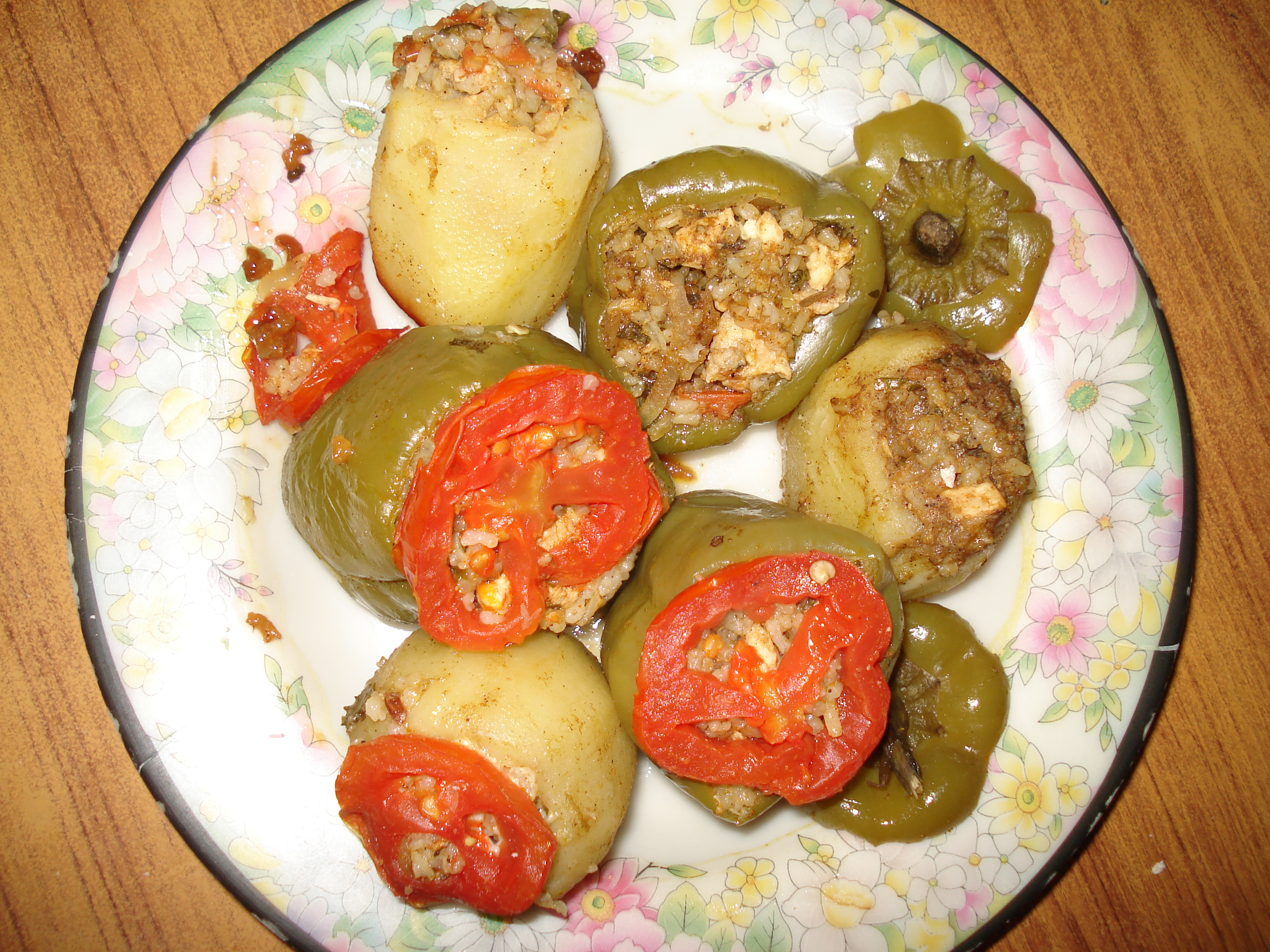
Dolmas de poivrons turcs.

La recette du dolma necessite des feuilles de vigne. Ces dernières peuvent se trouver en conserve ou fraîches. 
Les feuilles de vignes sont fourrées d'un mélange de viande hachée et de riz cru, puis elles sont roulées en forme de petits cigares. 
Ensuite, les feuilles de vignes sont disposées dans une grande casserole en les arrosant d'eau, parfois de jus de grenade, et d'un peu d'huile. 
Puis, elles sont cuites pendant une dizaine de minutes. 
Il existe une grande variété de farces et de légumes utilisables. 
- Il y a parfois des noix, des pignons de pins, des raisins et des légumineuses[2].
- Il y a parfois aussi du mouton haché, du bœuf, ou du poulet (notamment en Inde).
- Il est aussi possible de les préparer avec des feuilles de ronce commune, aussi appelée mûrier sauvage.

- Les sarmale (nom donné au dolma en Roumanie) sont l'un des plats traditionnels roumains. La farce peut alors contenir du porc, de l'aneth et le mets est souvent servi avec de la crème fraîche.
- En Algérie, où ce plat est très populaire, le dolma est souvent fait avec des courgettes et parfois avec des pommes de terre, des artichauts, des poivrons ou des feuilles de chou farcies[réf. nécessaire].
- En Arménie, ce plat se prépare selon une version sans viande appelée պասուց տոլմա (pasuts tolma, « dolma de carême »). Elle est constituée de feuilles de chou farcies de haricots rouges, de pois chiches, de lentilles, de blé concassé, de pâte de tomate, d'oignons et d'épices. Respectant les règles du carême arménien, il est végétarien. Cependant, malgré son nom, il est préparé tout au long de l'année. Certaines variantes utilisent des fruits (pommes, coings, melons), notamment en Iran[8],[3].

## Consommation
Ce plat est la plupart du temps servi comme entrée. Il est possible de le manger froid (notamment quand il ne contient pas de viande). Il peut aussi être nature, mariné dans l'huile d'olive, avec du citron ou servi chaud avec du yaourt, avec ou sans ail, du tahini, une sauce aigre-douce, ou de l’avgolémono grec.

## Influences
Il serait à l'origine des kåldormar suédois, un plat qui aurait été ramené de l'Empire ottoman sous le règne de Charles XII de Suède au début du XVIIIe siècle. Par l'intermédiaire des Indiens, il aurait inspiré le bò cuốn lá lốt, du bœuf roulé dans des feuilles de lá lốt préparé au Viêt Nam.

## Aspects culturels

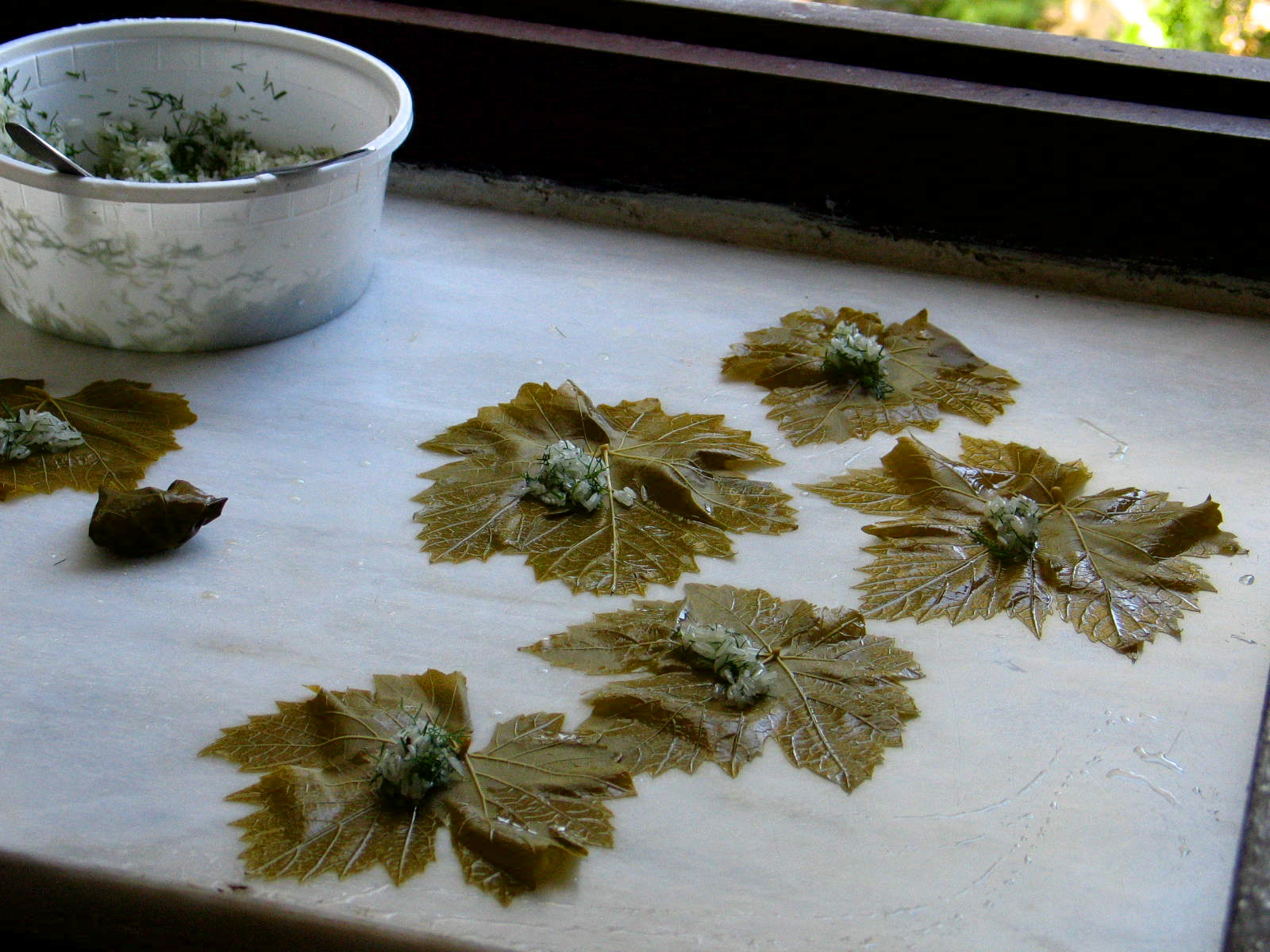
(yemista) préparés en Grèce.

La préparation des dolmas est laborieuse et nécessite de la patience. On les confectionne parfois avec son entourage. Ils peuvent ainsi servir de prétexte pour tester les talents culinaires d'une future belle-fille. Servir des dolmas à des invités témoigne aussi d'une certaine hospitalité. Les aliments farcis sont un symbole de fête et d'abondance, convenable pour des rassemblements familiaux.

## Galerie

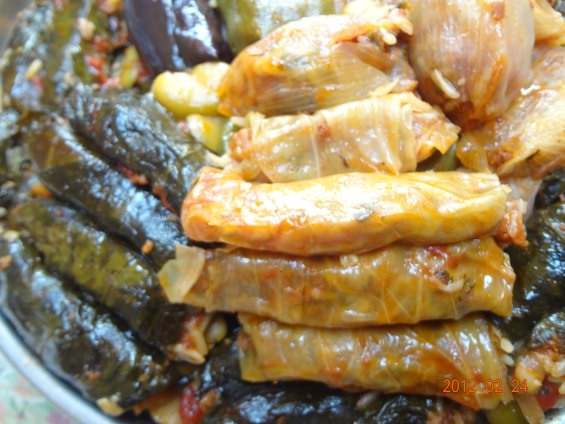
Dolmas de Mossoul.
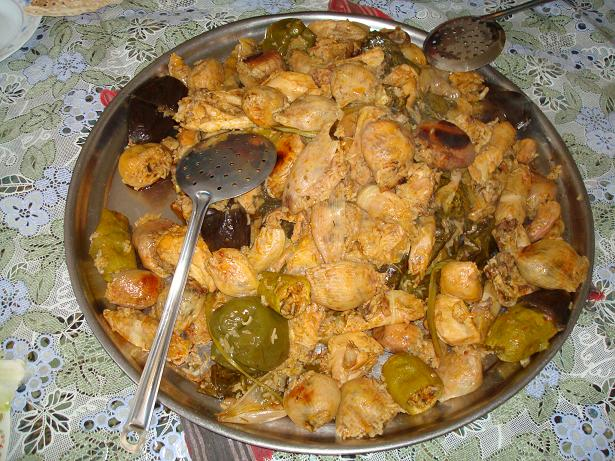
Dolme kurdes (en).
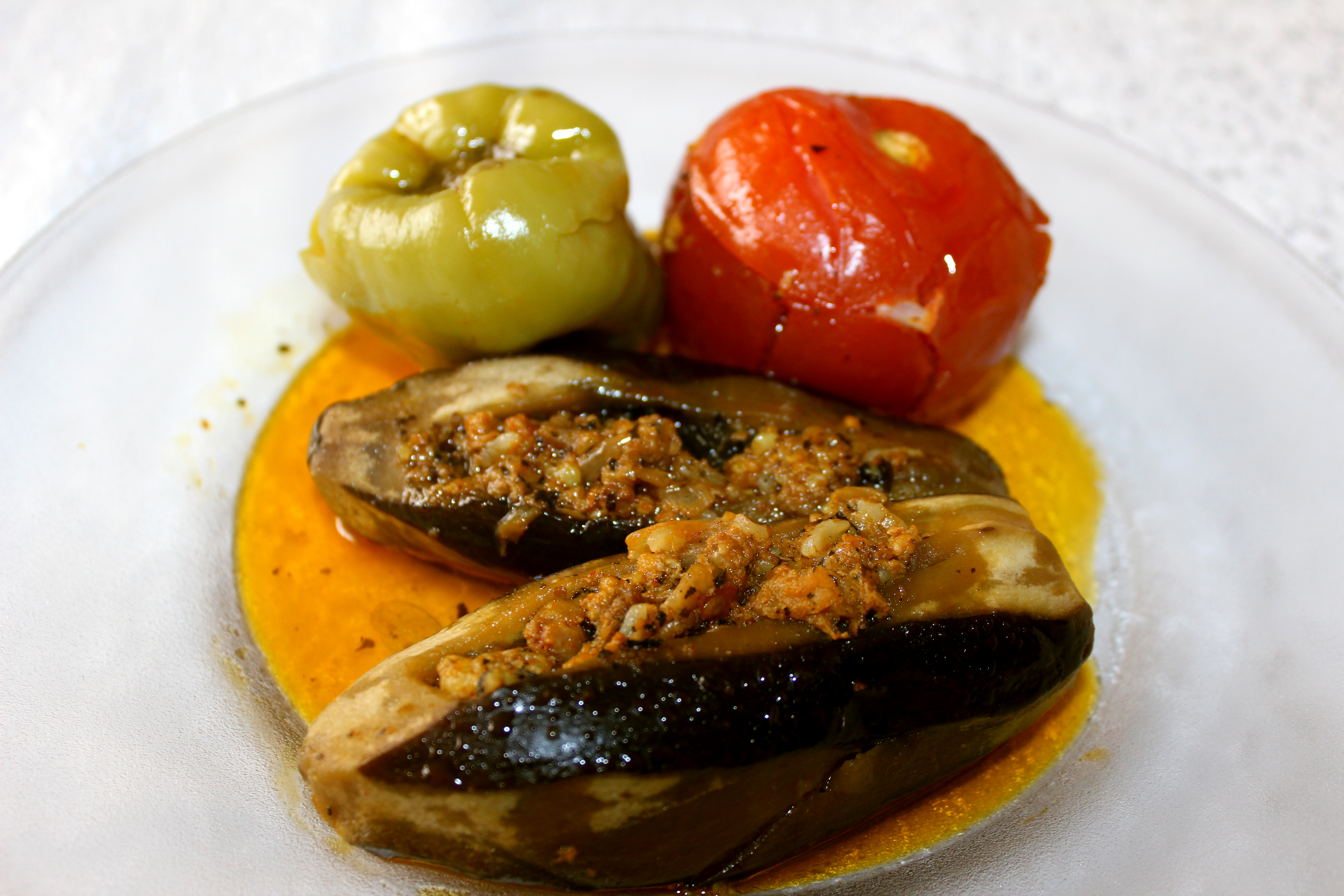
Dolmas de poivrons et d'aubergine azerbaïdjanais.
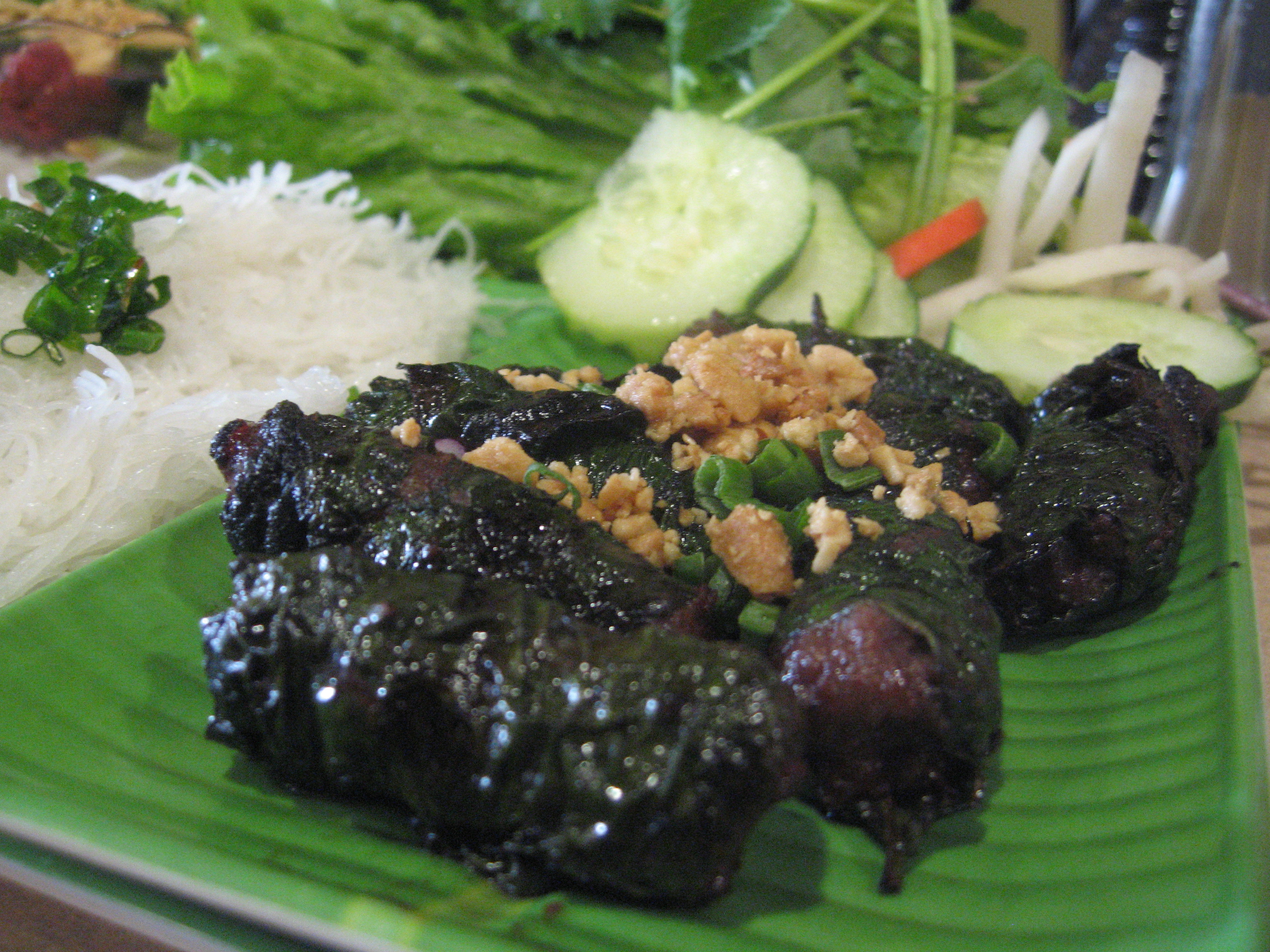
Bò cuốn lá lốt vietnamien.
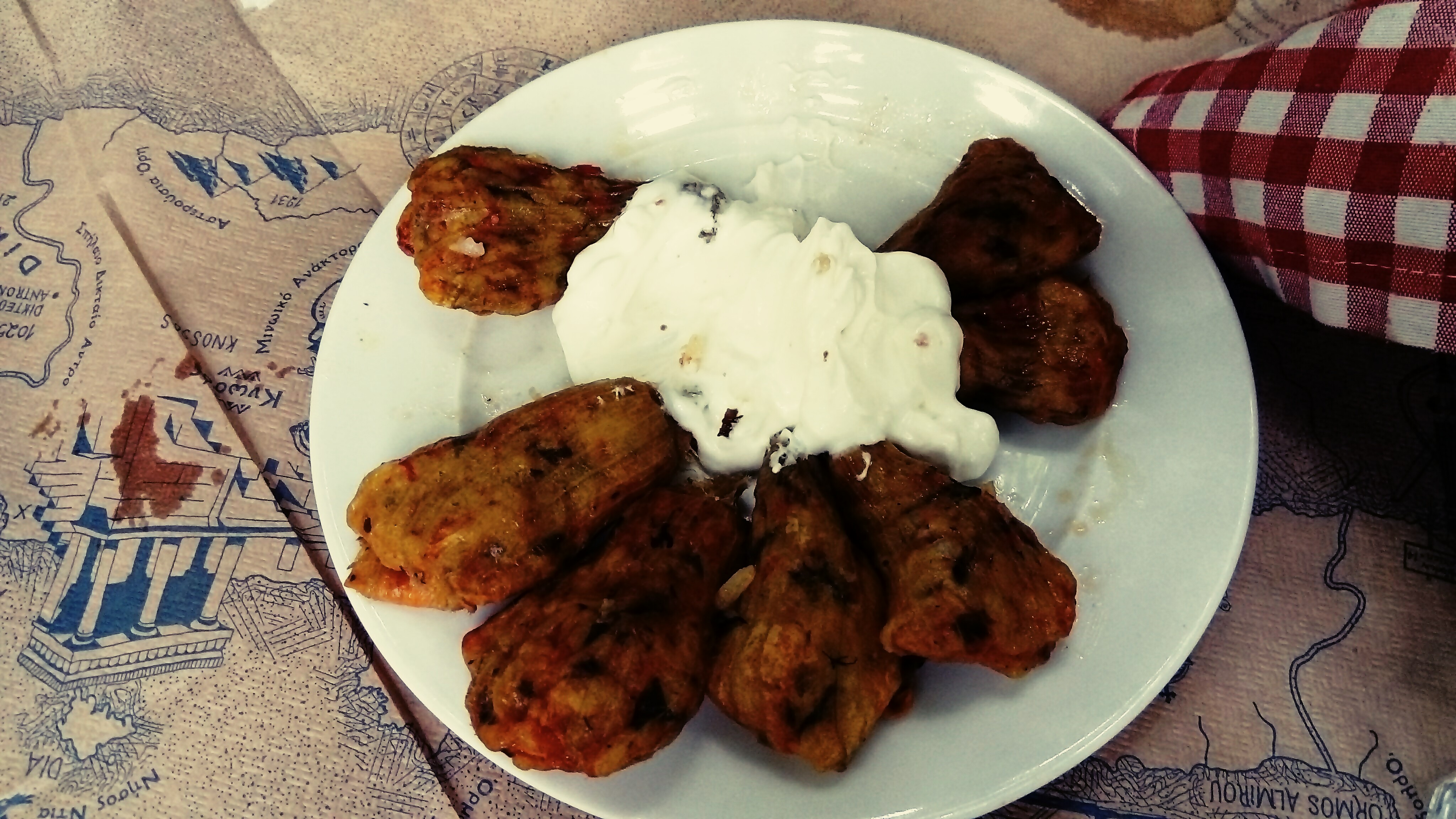
Dolmas crétois à la fleur de courge farcie de riz.